# Natura 2000-område nr. 66 Stadil Fjord og Vest Stadil Fjord
Natura 2000-område nr. 66 Stadil Fjord og Vest Stadil Fjord  er et habitatområde (H59) fuglebeskyttelsesområde (F41) og ramsarområde (R3), der har et areal på i alt 6.903 ha, hvoraf 1057 ha ejes af Naturstyrelsen. To tredjedele af arealet er i dag store marker, mens rørskov og åbne vandflader dækker den sidste tredjedel. Vest Stadil Fjord har et areal på ca. 512 hektar og Stadil Fjord har et areal på ca. 1.713 hektar. Habitatområdet og fuglebeskyttelsesområdet er sammenfaldende. Den vestlige del af habitatområdet grænser op til
Husby Klit (Natura 2000-område nr. 74 Husby Klit) og vest for den ligger Vesterhavet. Stadil Fjord afvandes mod syd til Ringkøbing Fjord (Habitatområde nr. H62) via Vonå.
Stadil Fjord er med 52 arter af undervandsplanter måske den artsrigeste lagunesø i Danmark. Der fundet 4 arter fra rødlisten og 11 arter fra
gullisten (ansvarsarter). Rødlistearterne var lav kogleaks, krybende ranunkel, vandranke og flydende kogleaks. Gullistearter var strandbo, nåle-sumpstrå, vedbendvandranunkel,
hår-tusindblad, brodbladet vandaks, bændelvandaks, glisende vandaks, langbladet vandaks, trådvandaks, almindelig pilblad og søpryd.

## Udpegningsgrundlag for fuglebeskyttelsesområdet
Fuglebeskyttelsesområdet skal sikre uforstyrrede raste- og fourageringspladser (enge) for ænder og gæs.
Plettet rørvagtel sikres gode ynglemuligheder og der er en lille ynglekoloni
af sortterner, der skal sikres fortsat gode forhold i yngleområdet.
Fuglebeskyttelsesområdet er udpeget af hensyn til:
Ynglefugle:
- Rørdrum
- Rørhøg
- Plettet rørvagtel
- Sortterne

Trækfugle:
- Pibesvane
- Sangsvane
- Kortnæbbet gås
- Bramgås
- Grågås
- Krikand
- Spidsand
- Skeand
- Pomeransfugl
- Hjejle (T)[1][2]

## Vildreservat
I 1993 opkøbte staten en stor del af området ved Vest Stadil Fjord, og i et naturgenopretningsprojekt hævede man vandstanden i en del af området, til fordel for især fuglene, og oprettede et vildtreservat.

## Fredninger
Øen Hindø på ca. 100 ha. der er forbundet med fastlandet mod øst ved en lav bro. Der er offentlig adgang til Hindø efter en frivillig fredning i 1991.
Vest Stadil Fjord, Søndre Dyb samt områder omkring søen, jf. bilag blev fredet i 1974. De fredede arealer omfatter også Husby Klit og udgør 906 ha. og er udpeget på baggrund af stor landskabelig, biologisk og friluftsmæssig værdi.

## Videre forløb
Natura 2000-planen blev vedtaget i 2011, hvorefter kommunalbestyrelserne
og Naturstyrelsen udarbejdede bindende handleplaner for
gennemførelsen af planen.  Planen videreføres og videreudvikles i senere planperioder. 
Natura 2000-området ligger i Ringkøbing-Skjern Kommune, og naturplanen koordineres med vandplanen for 1.8 Hovedvandopland Ringkøbing Fjord.

## Eksterne kilder og henvisninger
1. 1 2 3  Miljøstyrelsen Midtjylland (juni 2023). "Naturplan 2022-2027  Natura 2000-område nr.  66 Stadil Fjord og Vest Stadil Fjord" (PDF). mst.dk. Miljøstyrelsen. Arkiveret (PDF) fra originalen 9. juni 2024. Hentet 9. juni 2024.
2. 1 2 3  
Miljøstyrelsen Midtjylland (2023). "Revideret basisanalyse 2022-2027  Natura 2000-område nr. 66 Stadil Fjord og Vest Stadil Fjord" (PDF). mst.dk. Miljøstyrelsen. Arkiveret (PDF) fra originalen 9. juni 2024. Hentet 9. juni 2024.
3. ↑  Om fredningen på fredninger.dk
4. ↑  Om fredningen
5. ↑  "Natura 2000-planlægning 2022-2027". mst.dk. Miljøstyrelsen. 2023. Arkiveret fra originalen 29. marts 2024. Hentet 11. maj 2024.
6. ↑  Forslag til vandplan Hovedvandopland 1.8 Ringkøbing Fjord via web.archive.org